# Arnold Origi
Arnold Origi Otieno (Nairobi, 15 november 1983) is een Keniaanse doelman die anno 2018 uitkomt voor Kongsvinger IL.

## Carrière
Origi begon z'n carrière bij Mathare United. In 2006 maakte hij de overstap naar Tusker FC, maar amper zes maanden later verhuisde hij naar het Noorse Moss FK. Daar bleef hij vier jaar (op een uitleenbeurt aan Frederikstad na), alvorens in januari 2012 te verhuizen naar Ullensaker/Kisa IL. Van 2013 tot 2017 was hij actief bij Lillestrøm SK, waar hij 119 competitiewedstrijden speelde. Na een korte passage bij Sandnes Ulf tekende hij in 2018 bij Kongsvinger IL.
Origi komt sinds 2005 uit voor de nationale ploeg van Kenia.

## Familie
Origi is de zoon van Austin Oduor, een ex-speler van Gor Mahia. Divock Origi, zijn neef, is een Belgisch voetballer. Ook zijn oom, Mike Origi, speelde in België o.a. voor RC Genk. Ook zijn andere ooms, Gerald en Anthony, speelden voetbal.